# María Valeria de Austria

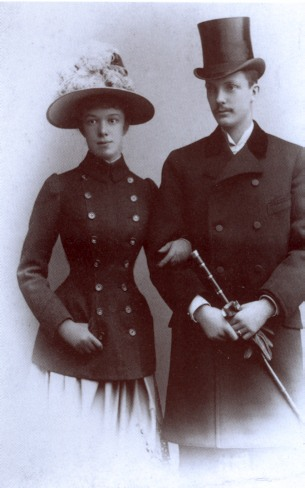
La archiduquesa María Valeria junto a su esposo

María Valeria Matilda Amalia de Habsburgo-Lorena y Wittelsbach (Buda, 22 de abril de 1868-Viena, 6 de septiembre de 1924) fue una archiduquesa de Austria, princesa de Hungría y Bohemia desde su nacimiento, cómo la cuarta y última de los hijos de los reyes-emperadores Francisco José I de Austria e Isabel de Baviera (más conocida como Sissi) hasta su muerte, en 1924. Tras su matrimonio, pasó a ser también princesa de Toscana. También tenía el tratamiento de alteza imperial y real y era miembro de la Casa Real de Habsburgo-Lorena por su nacimiento.

## Primeros años
La archiduquesa María Valeria nació en Ofen (Buda), Hungría, y al contrario de sus hermanos, los archiduques Sofía Federica, Gisela y Rodolfo, María Valeria fue educada por Sissi y no por su abuela paterna, la archiduquesa Sofía de Baviera. Las malas lenguas cortesanas solían decir que la archiduquesa no era hija del emperador. Como era la hija favorita, se notaba, era nombrada como "la única" hija de Sissi. Otro de los apodos de María Valeria fue el de "La niña húngara", dado que su nacimiento fue una concesión de Isabel, a quien no le gustaba la intimidad física ni el embarazo, a cambio de la conciliación de Francisco José con Hungría, su país favorito del Imperio. Finalmente, la conciliación se dio con la coronación conjunta de Francisco José y Sissi en Budapest el 8 de junio de 1867, como rey y reina de Hungría.
El nacimiento de María Valeria en Hungría se debió a una deliberada decisión de su madre, debido a que ningún príncipe imperial había nacido en ese país desde hacía siglos.
Rumores infundados decían que María Valeria era en realidad la hija de un amigo y admirador de Sissi, el conde Gyula Andrássy, el primer ministro húngaro. Sin embargo, los rumores desaparecieron con el tiempo puesto que María Valeria llegó a ser la hija físicamente más parecida a Francisco José. Debido a la atmósfera creada, sin embargo, María Valeria desarrolló una permanente antipatía hacia cualquier asunto que tuviese que ver con Hungría, exacerbada por la insistencia de Sissi de hablar con ella solo en húngaro. Sin embargo, se alegró cuando se le permitió hablar en alemán con su padre, a quien adoraba. Además, hablaba con fluidez el inglés, francés e italiano y era una profunda admiradora del teatro y la poesía, llegando a escribir obras y asistir al Burgtheater de Viena.

## Matrimonio y descendencia
Se esperaba que, a la hora de casarse, lo hiciese con alguien como el príncipe heredero de Sajonia o el duque de Braganza. Sin embargo, en Ischl, el 31 de julio de 1890, y con el apoyo de su madre, contrajo matrimonio con el archiduque Francisco Salvador de Austria-Toscana, a quien había conocido en un baile en 1886.
María Valeria renunció solemnemente a sus derechos al trono de Austria, requisito necesario para que el matrimonio se pudiera dar, el 16 de julio de 1890 en Hermesvilla. La fiesta de bodas se realizó en la iglesia parroquial de Bad Ischl, el 31 de julio, siendo dirigida por el obispo de Linz, Franz Maria Doppelbauer. La luna de miel fue en Italia, Suiza y Baviera. Tuvieron diez hijos:
- Isabel Francisca (Viena, 1892-Syrgenstein, 1930) se casó con el conde Jorge de Waldburg-Zeil-Hohenems.
- Francisco de Austria-Toscana (Lichtenegg, 1893-castillo de Wallsee, 1918).
- Humberto Salvador de Austria-Toscana (Lichtenegg, 1894-Persenburg, 1971) se casó con la princesa Rosa María de Salm-Salm.
- Eduviges de Austria-Toscana (Bad Ischl, 1896-Hall, 1970) se casó con el conde Bernardo de Stolberg-Stolberg.
- Teodoro Salvador de Austria-Toscana (castillo de Wallsee, 1899-Amstetten, 1978) se casó con la condesa María Teresa von Waldburg zu Zeil und Trauchburg.
- Gertrudis de Habsburgo-Lorena (castillo de Wallsee, 1900-Wangen, 1962) se casó con el conde Jorge de Waldburg-Zeil-Hohenems, viudo de su hermana.
- María Isabel de Austria-Toscana (castillo de Wallsee, 1901-Innsbruck, 1936).
- Clemente Salvador de Austria-Toscana (castillo de Wallsee, 1904-Salzburg, 1974) se casó con la condesa Elizabeth de Miremont Resseguier.
- Matilde de Austria-Toscana (Bad Ischl, 1906-Hall, 1991) se casó con Ernest Hefel.
- Inés de Austria-Toscana (Bad Ischl, 1911-muerta el mismo día).

## Vida posterior
Fue conocida y apreciada por su generosa participación en obras benéficas locales. En 1900 se convirtió en patrona de la Cruz Roja, para la que fundó hospitales y recaudó considerables sumas de dinero; también fue patrona de otras siete organizaciones benéficas. Durante la Primera Guerra Mundial creó un cuartel hospitalario en el propio castillo y ayudó a atender a los heridos. Fue una católica devota que también dedicó mucho tiempo a apoyar obras benéficas religiosas y era conocida por el pueblo como el «Ángel de Waldsee». También era Dama de la Orden de la Cruz Estrellada.
Tras el final de la Primera Guerra Mundial, Valérie reconoció oficialmente el fin de la monarquía de los Habsburgo y firmó documentos en los que renunciaba a todos los derechos sobre la misma para ella y sus descendientes. La renuncia le permitió conservar su casa y sus posesiones.

## Fallecimiento
Valérie falleció en Schloss Wallsee el 6 de septiembre de 1924 a causa de un linfoma. Poco antes de su muerte, su hermana Gisela escribió en una carta: «Debo añadir que he visto a Valérie - plenamente consciente, completamente consciente de su condición, y tan devotamente aceptando, incluso alegremente anticipando su inminente partida, que creo que una recuperación inesperada realmente la decepcionaría». Está enterrada en una cripta detrás del altar mayor de la iglesia parroquial de Sindelburg (Austria). Varios miles de personas siguieron su féretro hasta el lugar de descanso.
El Puente María Valeria, que une la ciudad húngara de Esztergom y la eslovaca de Štúrovo (entonces Parkány) a través del río Danubio, se inauguró en 1895. Debe su nombre a Mária Valéria.

## Títulos y tratamientos
- 22 de abril de 1868 – 31 de julio de 1890: Su Imperial y Real Alteza la archiduquesa y princesa imperial María Valeria, princesa de Hungría y Bohemia.
- 31 de julio de 1890 – 6 de septiembre de 1924: Su Imperial y Real Alteza la archiduquesa y princesa imperial María Valeria de Austria, princesa de Hungría y Bohemia, princesa de Toscana.

## Distinciones honoríficas
- Dama de primera clase de la Orden de la Cruz Estrellada. (Imperio Austrohúngaro)[6]
- 1898: Dama gran cruz de la Orden de Isabel.[9] (Imperio Austrohúngaro)